# Tonalisme (Renaissance vénitienne)
Le tonalisme, ou peinture tonale (en italien, tonalismo), est une technique picturale traditionnelle de la Renaissance vénitienne du XVIe siècle, exprimant une perception de la couleur différente de celle de la Renaissance florentine.

## Définition

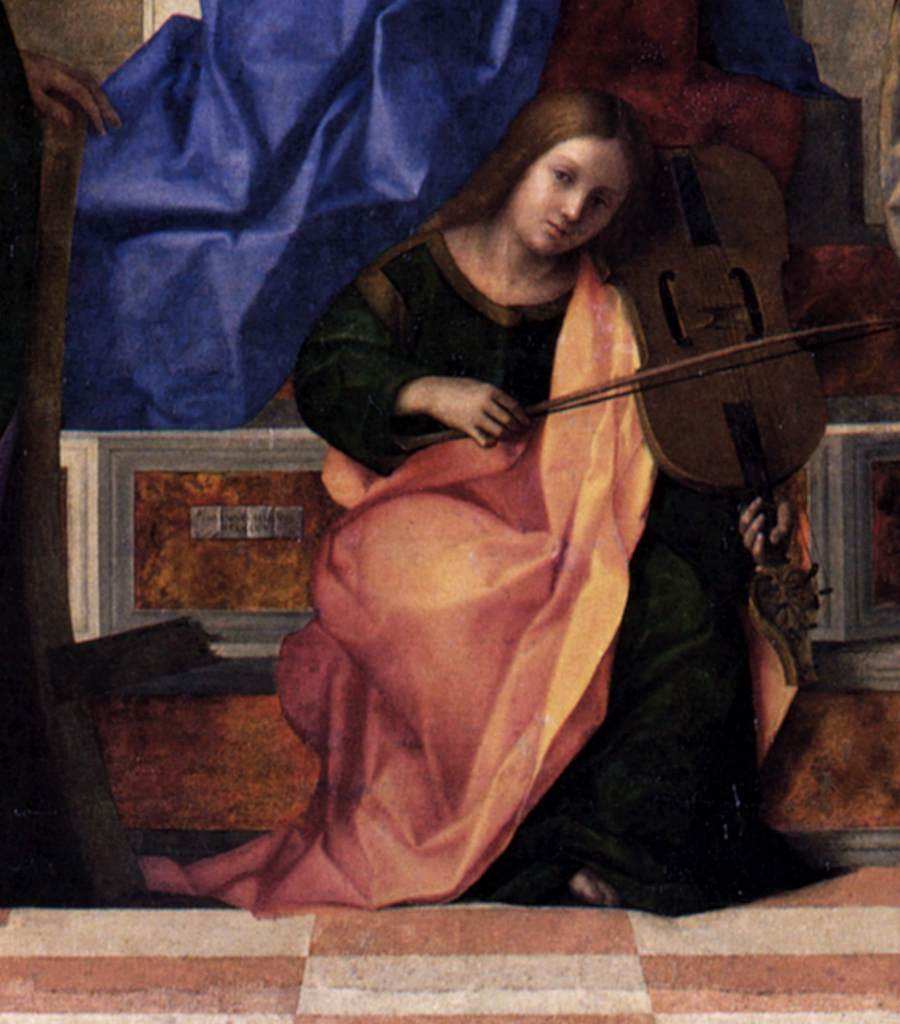
Giovanni Bellini, Retable de San Zaccaria, détail, 1505.

Le tonalisme consiste essentiellement en un effet de plastique souple et de fusion entre les sujets et l'environnement obtenu par l'application progressive ton sur ton, dans des glacis superposés. La couleur devient également l'élément qui constitue le volume et la perspective. 
La peinture vénitienne intègre harmonieusement l'homme et la nature, la couleur définit les formes et la profondeur spatiale. Des effets de lumière, d'ombre et de profondeur sont obtenus principalement avec des variations de couleurs et une utilisation réduite du clair-obscur.

## Histoire

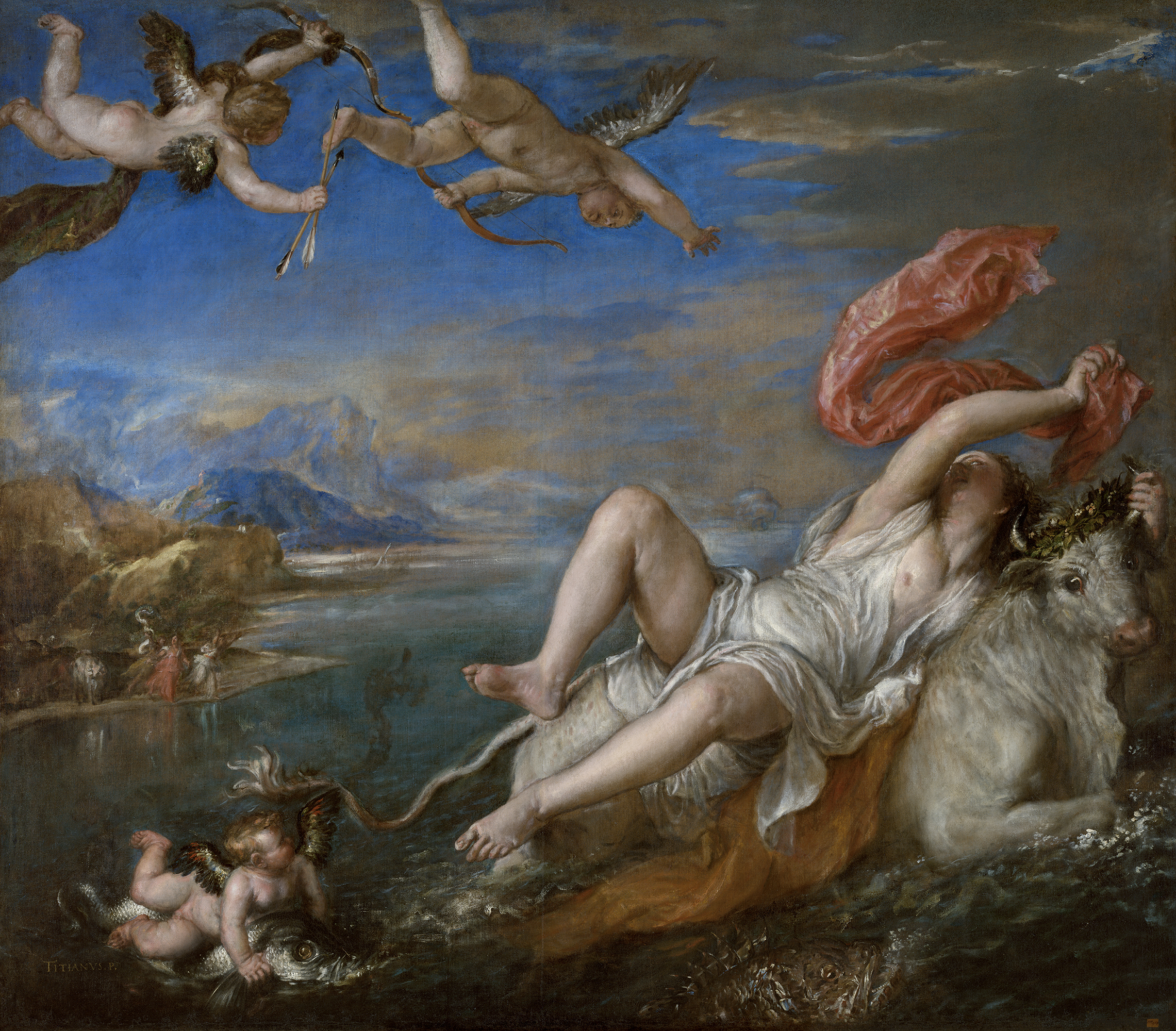
Titien, Le Rapt d'Europe, 1559.

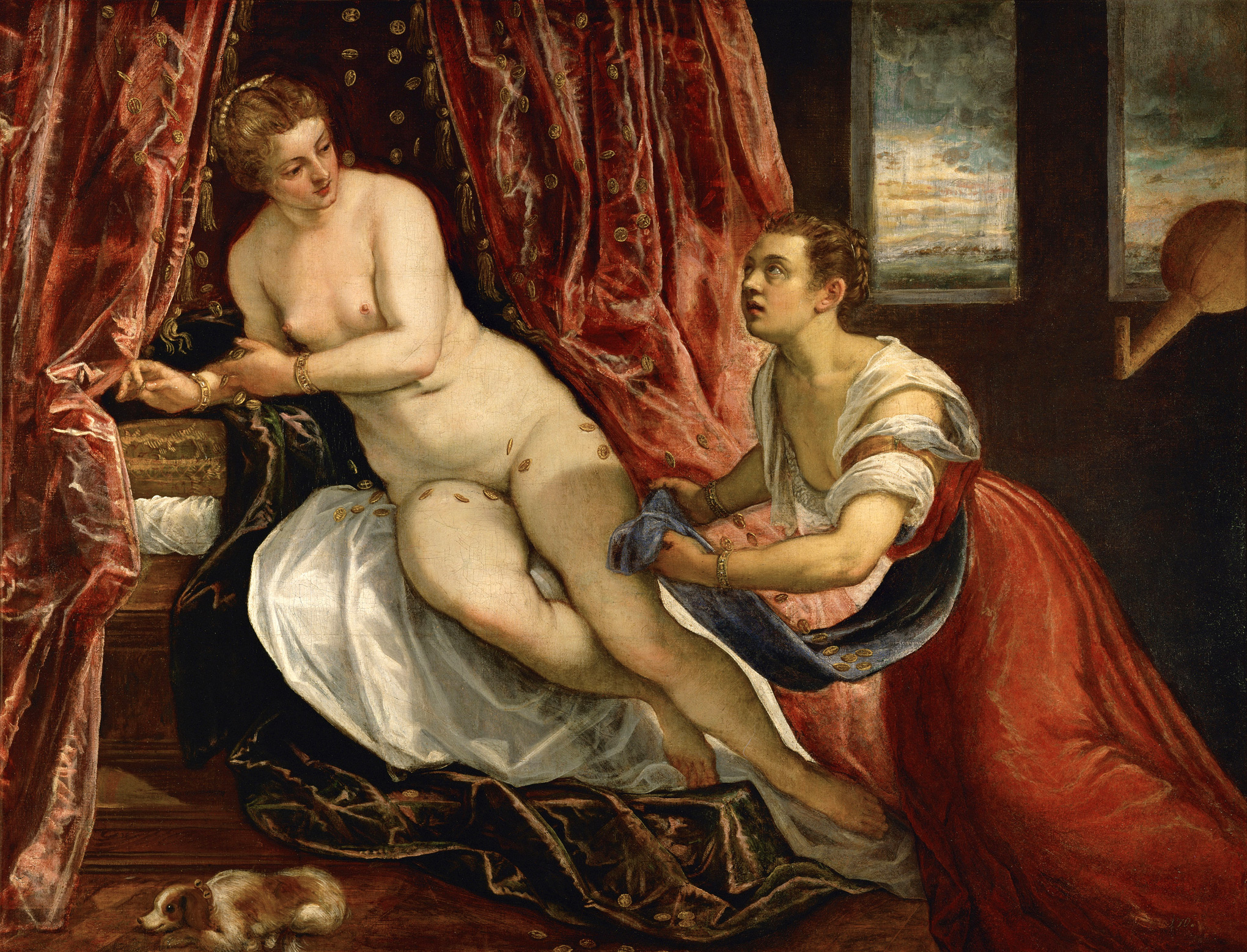
Le Tintoret, Danaé, 1580, Musée des Beaux-Arts de Lyon.

Les œuvres de Giovanni Bellini de la seconde moitié du XVe siècle et celles de ses disciples présentent déjà un abandon des contours incisifs et des formes clairement délimitées, la construction de l'image étant essentiellement confiée à une orchestration calibrée des couleurs : c'est ce « fondement sur la couleur » qui déjà dans les traités du XVIe siècle (à commencer par Giorgio Vasari) oppose l'école vénitienne à l'école florentine, basée sur la « primauté du dessin ».
Au début du XVIe siècle, grâce à de multiples contributions, une technique est développée qui consiste à superposer des voiles de couches de couleurs, permettant d'obtenir des tons intenses et saturés, aussi bien dans les zones de couleurs vives que dans les zones plus sombres. Les séjours de Léonard de Vinci et des Leonardeschi dans la lagune de Venise contribuent à ce processus, en apportant le sfumato et de la perspective aérienne, qui donnent le sens du balayage de l'espace à travers des passages chromatiques plus légers pour les objets les plus lointains, voilés par la brume. Le passage de la tempera à la peinture à l'huile, permet une élaboration plus lente de l'œuvre, avec un clair-obscur doux et enveloppant qui annule les transitions brusques entre lumière et ombre. La peinture à l'huile permet les reprises, le jeu des glacis, la fusion des tons, des nuances, ainsi qu'une facture grasse et lustrée. La transparence de l'huile autorise un style suave, le fondu et le sfumato.
Le développement du sens « atmosphérique », lié à une peinture dans laquelle l'air et la lumière qui circulent librement entre les personnages peuvent être perçus, comme un lien doré et enveloppant qui les lie en profondeur, en est un autre élément fondamental. Les maîtres en ce domaine sont Giovanni Bellini et Vittore Carpaccio. Cet acquis a ses racines dans la peinture flamande, dont il existe quelques exemples à Venise, mais qui est surtout véhiculée par l'exemple d'Antonello de Messine, protagoniste d'un passage indéfectible dans la lagune en 1475. Bellini fait primer la douceur avec un chromatisme à la transparence lumineuse qui lui est propre.
La contribution la plus importante à la définition pratique du tonalisme est essentiellement liée à la figure de Giorgione, qui dans la première décennie du XVIe siècle fait effectuer à la peinture un tournant décisif vers l'utilisation d'un mélange chromatique plus riche et plus nuancé, qui détermine le volume des figures par l’étalement de couches superposées, sans la limite nette donnée par le contour, tendant ainsi à fusionner légèrement les sujets et le paysage. Ainsi dans La Tempête, la couleur est posée sans dessin préparatoire, construisant à elle seule les volumes et l'espace, avec des contours très adoucis et de remarquables dégradés de ton dans la profondeur des ombrages. Dans Les Trois Philosophes, les couleurs sont savamment estompées, vives au premier plan puis assourdies dans les fonds. Cette révolution est reprise et approfondie par ses disciples, notamment Titien, Lorenzo Lotto et Sebastiano del Piombo.
Titien en particulier utilise des contrastes de couleurs plus décisifs, insufflant, surtout dans la dernière phase de sa carrière, un dynamisme sans précédent à la surface picturale d'une extraordinaire modernité, allant jusqu'à mélanger les couleurs directement sur la toile, avec des coups de pinceau rapides et volontairement imprécis. La couleur prévaut sur la ligne, la pâte est épaisse et lumineuse, passant avant la forme. L'ouvrage reste ainsi disponible pour des reprises, des remaniements qu'il mène pendant qu'il peint. Dans sa dernière période, Titien s'affranchit des contours nets et peint davantage avec la main qu'avec le pinceau. Le Tintoret, peut-être le dernier des grands tonalistes vénitiens, s'est inspiré de ce style, dans lequel des fonds flous de tons moyens existent entre les figures et le fond. Son exemple est ensuite repris à l'extrême par des artistes étrangers comme Rembrandt et Le Greco.
La peinture tonale vénitienne apparaît, aux yeux du critique, comme la véritable et unique héritière de la peinture romaine appréciée et redécouverte à la fin du XVe siècle dans la Domus aurea par un groupe de peintres appartenant au milieu de Pinturicchio. Elle est composée de touches de couleur rapides qui laissent à ce qu'elles représentent le naturel de la vie. Pour la comprendre, on peut penser à la peinture des impressionnistes et des Macchiaioli. Venise est une ville où prédominent la lumière dans ses infinies subtilités, la couleur et l'impression. L'art n'y est pas intellectuel mais sensible, sensuel ; la sensation y devient émotion, à l'opposé des épures acérées des peintres de Florence ou de Rome. Selon Vasari, Morto da Feltre est celui qui l'a redécouvert et a été le premier à le proposer à nouveau dans ses œuvres. Il est intéressant de savoir, toujours grâce à Vasari, que Morto travaillait avec Giorgione au Fontego dei Tedeschi.

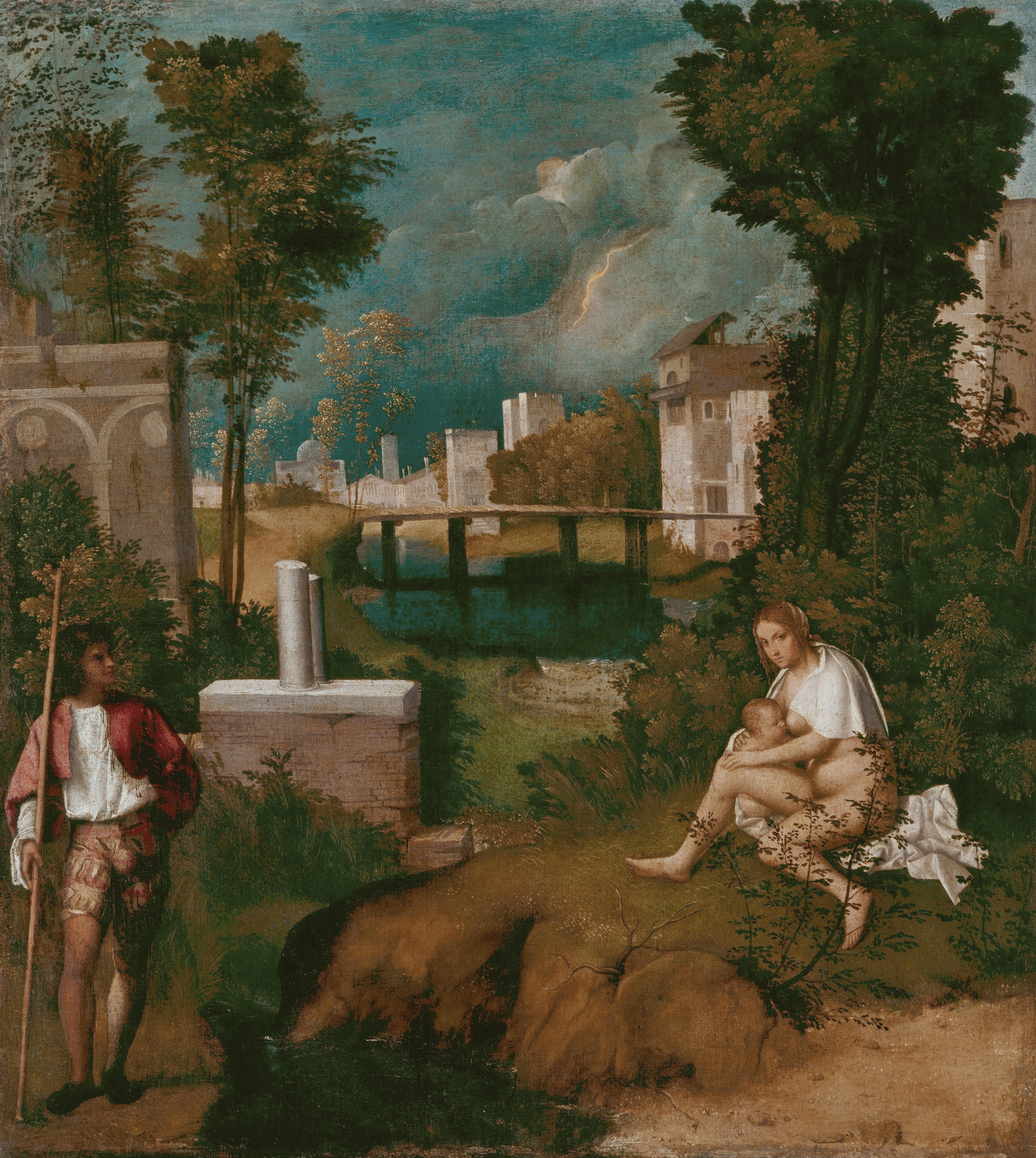
Giorgione, La Tempête, entre 1503 et 1509, Galeries de l'Académie de Venise
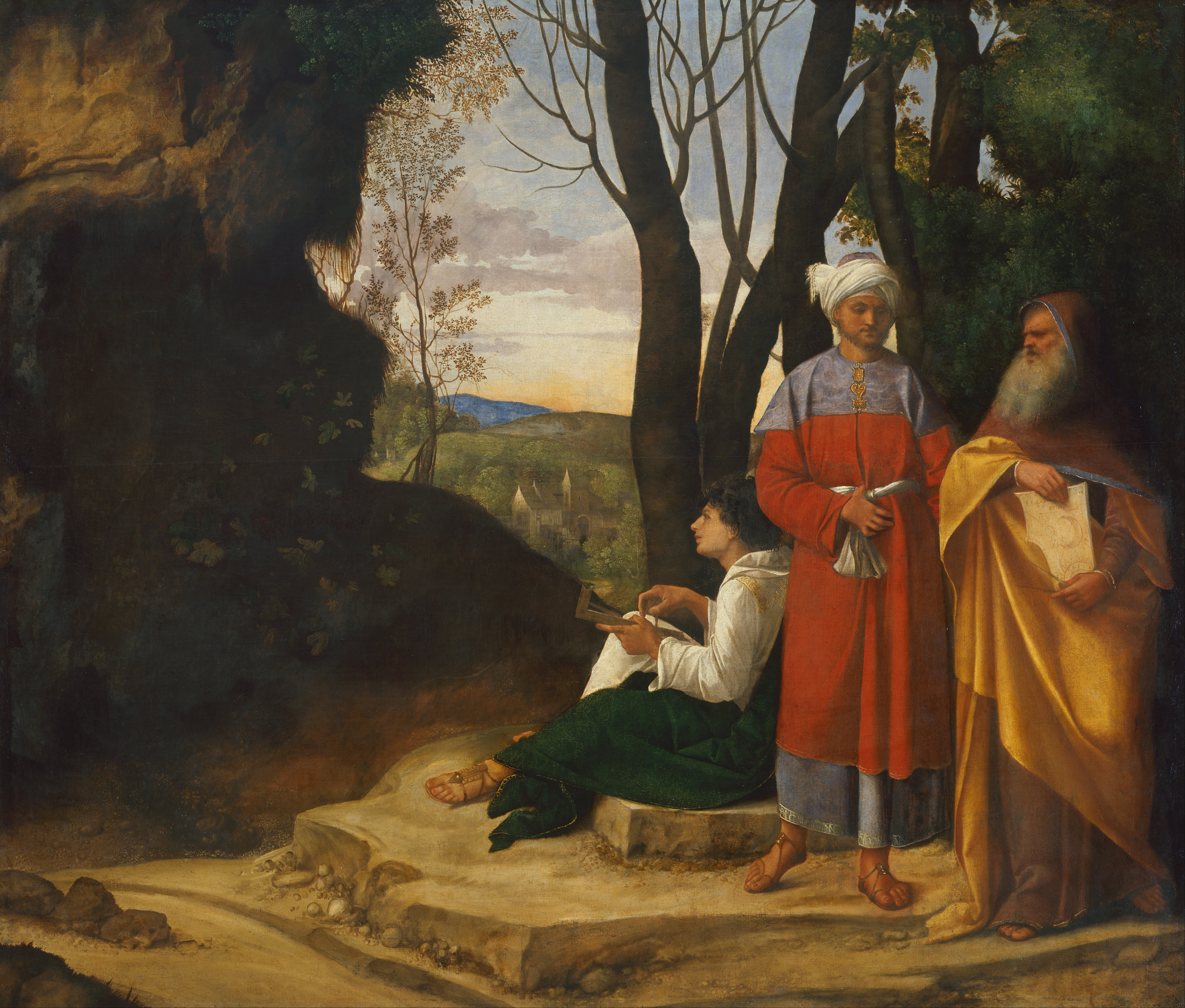
Giorgione, Les Trois Philosophes, vers 1508-1509, musée d'Histoire de l'art de Vienne